# 亞庫比夫
49°3′29″N 23°58′0″E / 49.05806°N 23.96667°E
亞庫比夫（烏克蘭語：Якубів），是烏克蘭西部的村莊，隸屬伊萬諾-弗蘭科夫斯克州的卡盧什區。該村面積9.06平方公里，2001年人口1,104，人口密度每平方公里121.9人。